# 樊紳
樊紳（1483年—1525年），陕西承宣布政使司西安府乾州人，明朝中期陕西民变首领。
正德五年（1510年），樊紳在父母死后，开始習學陰陽。正德十一年（1516年），定州遊方道士辛自然给他看相，说他有大貴之相。嘉靖四年（1525年）正月，他和弟弟樊綬、樊緯联络当地豪杰，准备造反。七月，到三原县，糾合人众，改元大中天武，封樊綬为平王、樊緯为熙王，樊世家为大太子、樊世秉为雍王、樊世甫为隋王。封楊樸、董漢为大將軍，張合、趙得玄为總兵，段廷玉为指揮。九月二十一日，聚众袭击乾州城，被官府击败。二十八日，在苦竹隘口被擒获。后有越狱，十月，捕獲后被处决，时年四十三岁。